# Mario Cassurino
Mario Cassurino (Genova, 25 giugno 1924 – Genova, 29 luglio 1944) è stato un partigiano italiano.

## Biografia

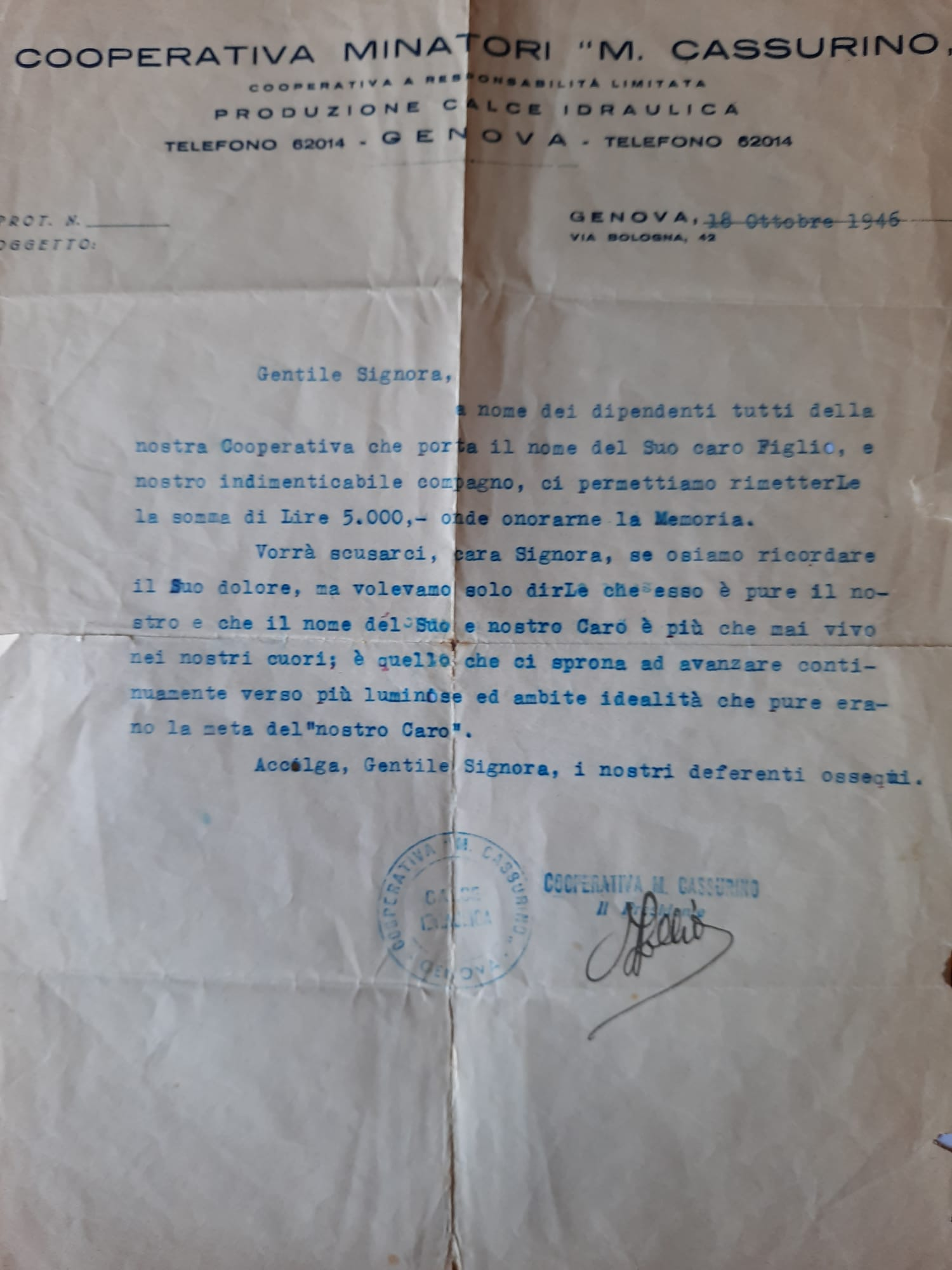
Lettera alla madre di Mario Cassurino da parte della Cooperativa minatori in suo onore. Foto Documento originale del 18 ottobre 1946

Mario Cassurino nacque a Genova, secondo di tre fratelli, da Giuseppe Cassurino, carrettiere, e Angelina Girardi, casalinga. Apprendista meccanico, iscritto al Partito Comunista italiano, dopo l'armistizio dell'8 settembre 1943 rifiutò la chiamata nell'esercito della Repubblica Sociale ed entrò nelle file della 3ª Brigata Garibaldi Liguria con il nome di battaglia di "Saetta".
Entrò a far parte del gruppo partigiano di Piancastagna comandato da Walter Fillak e operante nell'area dell'appennino ligure-alessandrino. I molti rastrellamenti dell'aprile 1944 sui monti dell'appennino ligure, tra i quali la Strage della Benedicta, costrinsero la formazione a cui apparteneva a disgregarsi. Tornato a Genova, si arruolò nella II Squadra dei Gruppi di Azione Patriottica (GAP) genovesi, comandata da Lilio Giannecchini ("Toscano"), e compì numerose azioni in città e nell'entroterra. Tra queste, il 23 maggio 1944, l'attentato contro due gerarchi fascisti Benedetto Franchi e Gildo Criscuolo, in cui rimase gravemente ferito il gappista Luigi Laggetta ("Bob"), che Cassurino riuscì a trarre in salvo. Il mese successivo prese parte a due azioni: quella contro il sottotenente Motta dei "Volontari della Morte" della Guardia Nazionale Repubblicana, e quella che riuscì nell'impresa di portare un significativo carico di armi nell'area del monte Moro.
Fu arrestato assieme a Riccardo Masnata il 20 luglio 1944 a Genova, in piazza Banchi, dalla squadra del commissario politico Giusto Veneziani, su indicazioni fornite durante gli interrogatori da alcuni partigiani fermati in precedenza. Incarcerato nella Questura di Genova, fu sottoposto a tortura nella sede della Gestapo presso la Casa dello Studente e processato dal Tribunale speciale fascista tra le 3 e le 4 del mattino del 29 luglio. Condannato a morte per aver partecipato ad azioni contro infrastrutture, gerarchi, militari fascisti e tedeschi, fu immediatamente condotto al Forte San Giuliano e fucilato da un plotone di Brigate Nere assieme a Goffredo Villa, Alessandro Longhi, Balilla Grillotti e Giacinto Rizzolio, nell'evento noto come Strage di Forte San Giuliano.
Le ultime ore prima della fucilazione furono ricostruite dal padre gesuita Lamedosa, cappellano dell'ONARMO (Opera Nazionale di Assistenza Religiosa e Morale degli Operai), il quale in una intervista rilasciata a Il Secolo XIX del 30 luglio 1944 riferì che i cinque richiesero di essere fucilati al petto ma furono fucilati alla schiena al grido di "Viva l'Italia, viva gli operai, viva la libertà!". Dopo la sua morte, fu costituita in suo onore la Brigata partigiana Mario Cassurino, che entrò in città il 24 aprile 1945.
Il fratello minore, Aldo Cassurino, al quale Mario si era raccomandato nella sua ultima lettera dal carcere di "mettere giudizio", dopo la fucilazione si unì alle formazioni partigiane con il nome di battaglia di "Flammer". La madre di Cassurino, a guerra finita, testimoniò insieme alle madri di Longhi e Villa contro gli accusati dei reati di collaborazione con i tedeschi presso la Corte Straordinaria di Assise.
Subito dopo la liberazione, alcuni ex compagni partigiani di Cassurino fondarono a Genova, in zona Lagaccio, la "Cooperativa Minatori Mario Cassurino", per mezzo della quale raccolsero e versarono 5.000 lire alla madre del partigiano.
La documentazione della partecipazione di Mario Cassurino alla lotta partigiana, consegnata alla famiglia in copia con dedica firmata dai compagni del suo GAP, è conservata in un fondo a lui dedicato presso l'Istituto Ligure dei Storia della Resistenza e Contemporanea (ILSREC) di Genova.